# Daucus incognitus
Daucus incognitus är en växtart i släktet morötter och familjen flockblommiga växter. Den beskrevs av Cecil Norman och fick sitt nu gällande namn av Krzysztof Spalik, Jean-Pierre Reduron och Łukasz Banasiak.

## Utbredning
Arten förekommer i östra och centrala Afrika, från Etiopien i norr till Moçambique i söder.